# Henryk Emanuel Glücksberg

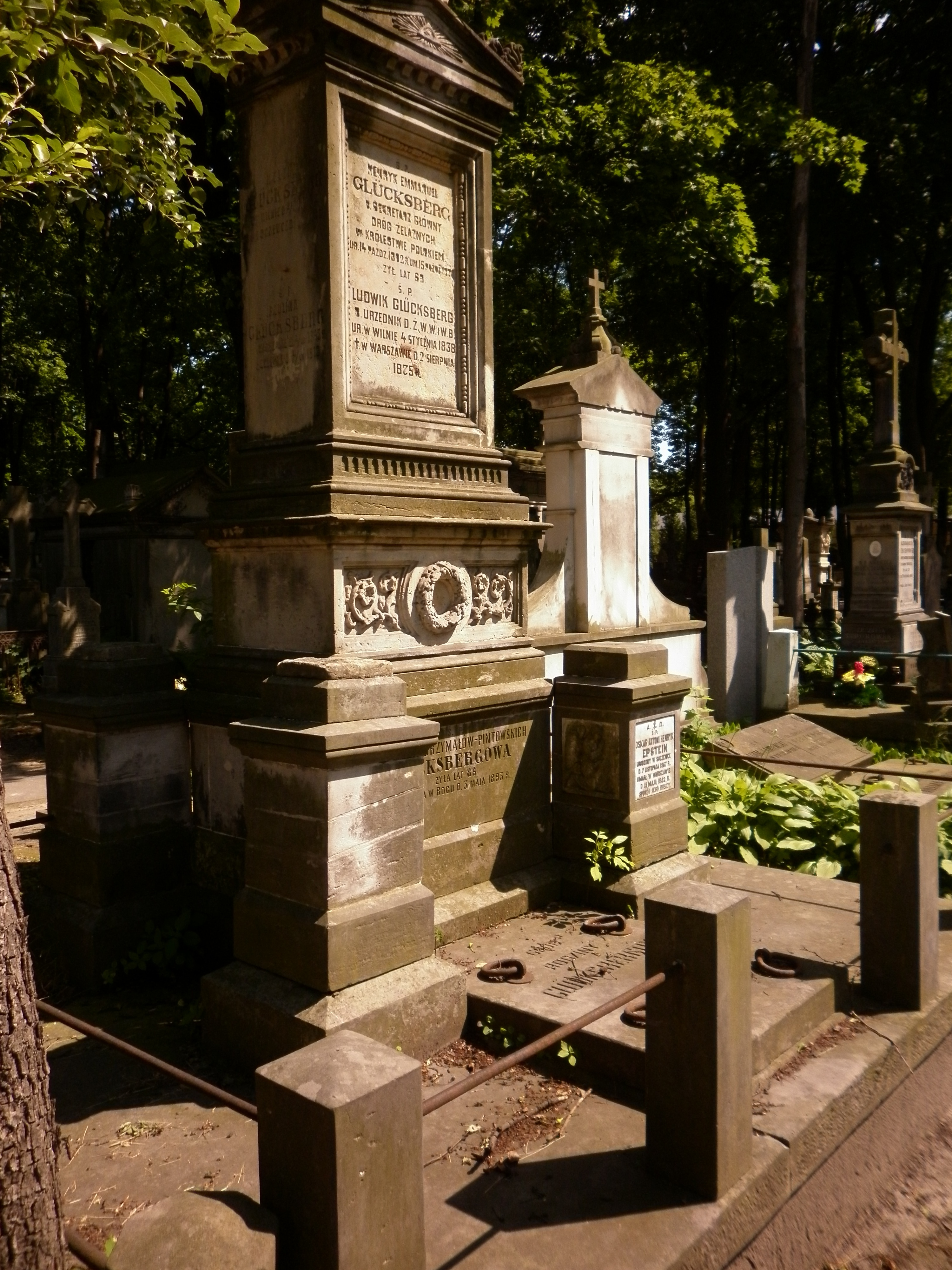
Grób Henryka Emanuela Glücksberga

Henryk Emanuel Glücksberg (ur. 14 października 1802 w Warszawie, zm. 15 października 1870 tamże) – polski księgarz, urzędnik i dziennikarz żydowskiego pochodzenia.
Urodził się jako syn Natana Glücksberga i Reginy Gottschalk (1778-1852). Ukończył Liceum Krzemienieckie, po czym rozpoczął pracę jako księgarz w Warszawie i w Wilnie. Pracował jako naczelnik Wydziału Korespondencji Urzędu Loterii Królestwa Polskiego oraz w latach 1828-1838 jako członek Komisji Radziwiłłowskiej. Był sekretarzem Rady Zarządzającej Drogi Żelaznej Warszawsko-Wiedeńskiej. Redagował „Gazetę Rządową”.
Był żonaty z Ludwiką Grzymała-Pintowską, z którą miał pięcioro dzieci: Helenę (1834-1908), Ludwika (1838-1875), Marię (1839-1900), Paulinę (1842-1910) i Henriettę (1844-1907).
Został pochowany na cmentarzu Powązkowskim w Warszawie (kwatera 21-2-5/6/7).